# スウィング・ウエスト
スウィング・ウエスト（もしくはザ・スウィング・ウエスト、スイング・ウエスト）は日本のロカビリー・バンドおよびグループ・サウンズ・バンドである。
1957年結成。当初はロカビリーのバンドとして活躍したが、1960年代中期にエレキバンドに転身、さらにグループ・サウンズのスタイルとなって1966年にレコードデビュー。

## メンバー
- 堀威夫（リーダー、エレクトリック・ギター）創立メンバー。初代リーダー。1960年5月に引退
- 寺本圭一（ボーカル、ギター）創立メンバー。1958年11月に脱退
- 三上定雄（エレクトリック・ギター）創立メンバー。初期に脱退
- 大森俊雄（スティール・ギター）創立メンバー。2代目リーダー。1961年10月に脱退
- 田邊昭知（ドラム）創立メンバー。1961年2月に脱退
- 大野義夫（ボーカル、バンジョー）創立メンバー。初期に脱退
- 山名義光（ボーカル、ギター）創立メンバー。初期に脱退
- 河野保一（フィドル）創立メンバー。初期に脱退
- 岩崎洋（フィドル）創立メンバー。初期に脱退
- 山崎一男（ベース）創立メンバー。初期に脱退
- 新井利昌（ピアノ）初期に脱退
- 清野太郎（ボーカル、ギター）1957年7月に加入、1960年4月に脱退
- 植田嘉靖（ギター、ベース）1957年夏に加入、1968年に脱退[1]
- 守屋浩（ボーカル）1958年5月に加入、1960年4月に脱退
- 佐川ミツオ（ボーカル）1959年に加入
- 清原タケシ（ボーカル）1960年4月に加入
- 原田良一（エレクトリック・ギター）1960年6月に加入。3代目リーダー。1963年に脱退
- 岸本圭司（ボーカル）1961年に加入
- 沢雄一（ボーカル）1961年に加入
- 湯原昌幸（ボーカル）1964年加入
- 喜多村次郎（サイドギター）1966年に脱退  その後ザ・カーナビーツに参加
- 梁瀬トオル（ギター・ボーカル）
- 西口弘孝（ドラム）
- 飯田隆二（ベース）
- 横山博二（キーボード）
- 坂本隆則（ギター）1968年加入

## 来歴
1957年3月　ワゴン・マスターズを脱退した堀威夫（後のホリプロ社長）によって結成。
1958年3月　ミュージック・ライフ誌でウエスタン・バンド部門の人気投票第1位に選出。
1960年5月　堀がホリプロダクション創立のため引退。後任のリーダーには大森が就任し、大森俊雄とスイング・ウエストに。
1961年11月　大森が東洋企画の重役就任のため脱退。後任のリーダーには原田が就任し、原田良一とスイング・ウエストに。
1963年　原田が脱退。後任のリーダーには植田嘉靖が就任し、植田ヨシヤスとスイング・ウエストに。
1964年　エレキブームの到来を受けて、エレキバンド化。
1965年12月　ポリドールから発売されたオムニバスLPにインスト2曲で参加する。
1966年7月　湯原昌幸らバンドボーイなど3人をボーカルに加え、歌入り曲「流れ者のギター」で日本ビクターからシングルデビュー。
1967年　バンド再編でメンバーを入れ替えグループ・サウンズ化。
1967年9月10日　テイチクの洋楽レーベル・ユニオンから「恋のジザベル」で再デビュー。
その後、シングルとアルバムを相次いでリリースしたが大きなヒットには結びつかず、バラード路線に転換。
1968年5月10日　「幻の乙女/雨のバラード」が発売。ヒット。
1970年　その後は大きな結果を出すことなく解散。
2000年5月30日　ヤクルトホールで開催された寺本圭一のデビュー50周年記念コンサートにて、オリジナルメンバー8人により一日だけ再結成。

## ディスコグラフィー (ロカビリー期)

### シングル
- トニー・パークス / 東京カリプソ／ウイロー・ツリー (1957年12月、日本コロムビア SB-36。B面のバックがスイング・ウエスト)
- 清野太郎 / ダイアナ／ドント (1958年5月、日本コロムビア SB-39。堀威夫とスイング・ウエスト)
- 清野太郎 / 流れ星を拾って (1958年5月、日本コロムビア SB-40。堀威夫とスイング・ウエスト。B面はトニー・パークス「君はわが運命」)
- 清野太郎 / クレイジイ・ラブ／思い出の指環 (1958年6月、日本コロムビア SB-41。堀威夫とスイング・ウエスト)
- 清野太郎 / 冷い女／ロックを踊る宇宙人 (1958年6月、日本コロムビア SB-42。堀威夫とスイング・ウエスト)
- 大野義夫 / 山の人気者／インディアン・ラブ・コール (1958年7月、日本コロムビア SA-99。堀威夫とスイング・ウエスト)
- 中島そのみ / ハイティーン・ベビー (1958年6月、日本コロムビア SA-105。堀威夫とスイング・ウエスト。A面は神戸一郎「俺はハイティーン」)
- 清野太郎 / 月と太陽のフラ／大野義夫 / テキサスのミルクマン (1958年8月。日本コロムビア SA-116。堀威夫とスイング・ウエスト)
- 清野太郎 / お尋ね者の唄／大野義夫 / 僕のエデン (1958年11月。日本コロムビア SA-146。堀威夫とスイング・ウエスト)
- 中島そのみ / 月は地球をまわってる／フラ・フープ・ソング (1958年11月、日本コロムビア SA-149。堀威夫とスイング・ウエスト)
- フレディ・クイン / アット・ザ・トップ／ストッド・アップ (1958年、ポリドール DP-1062。スイング・ウエスト、フォア・コインズ)
- 守屋浩 / 檻の中の野郎たち／俺のあの娘 (1959年7月、日本コロムビア SA-201。堀威夫とスイング・ウエスト)
- 中島そのみ / 真夏の磯の昼下り／守屋浩 / 恋の渚 (1959年9月、日本コロムビア SA-234。堀威夫とスイング・ウエスト)
- 守屋浩 / 達者でいるよお母さん／あの娘が空から降って来た (1959年10月、日本コロムビア SA-253。A面のバックが堀威夫とスイング・ウエスト)
- 守屋浩 / 夜のため息／想い出は消えはしない (1959年11月、日本コロムビア SA-286。堀威夫とスイング・ウエスト)
- 小林旭 / 口笛が流れる港町／泣きたい街角 (1959年11月、日本コロムビア SA-309。A面のバックが堀威夫とスイング・ウエスト)
- 守屋浩 / ボン・ボヤージ／二十四条知ってるかい (1960年2月、日本コロムビア SA-315。B面のバックが堀威夫とスイング・ウエスト)
- トミー藤山 / テネシー・ヨーデル・ポルカ／カウボーイ・エレジー (1960年2月、日本コロムビア SA-316。A面のバックが堀威夫とスイング・ウエスト。B面のバックがコロムビア・オーケストラ)
- 守屋浩 / 癪な雨だぜ／おヽ青春 (1960年3月、日本コロムビア SA-347。A面のバックが堀威夫とスイング・ウエスト)
- 守屋浩 / 俺のあの娘／こんな恋だってあるんだぜ (1960年4月、日本コロムビア SA-381。堀威夫とスイング・ウエスト)
- 小坂一也 / ローハイド／連邦保安官（1960年5月、日本コロムビア SA-382。堀威夫とスイング・ウエスト）
- 中島そのみ・重山規子・団令子 / お姐ちゃんに任しとキ (1960年7月、日本コロムビア SA-420。堀威夫とスイング・ウエスト。B面は神戸一郎「海にゃ俺らの夢がある」)
- 佐川ミツオ / 二人の並木路／恋をしようよ (1960年7月、ビクター VS-366。堀威夫とスイング・ウエスト)
- 佐川ミツオ / 可愛いあの娘は拾と六／僕の夢 (1960年9月、ビクター VS-386。スイング・ウエスト)
- 小坂一也 / 遥かなるアラモ／アラモの歌（1960年12月 SA-506。大森俊夫とスイング・ウェスト）
- 佐川ミツオ / 熱海ブルース／湯島の白梅 (1961年4月、ビクター VS-494。大森俊雄とスイング・ウエスト)
- 佐川ミツオ / 船頭小唄／波浮の港 (1961年5月、ビクター VS-514。B面のバックが大森俊雄とスイング・ウエスト)
- 佐川ミツオ・渡辺マリ / ほんとかい、かい節 (1962年1月、ビクター VS-620。原田良一とスイング・ウエスト。A面は佐川ミツオ「波止場仁義」)
- 佐川ミツオ / 山男の唄／星空のあなた (1962年5月、ビクター VS-700。A面のバックが原田良一とスイング・ウエスト)
- 瀬川純子 / ある恋のバラード／人魚が町にやって来た (1962年、キング EB-711。B面のバックがスウィング・ウエスト)

### アルバム
- 堀威夫とスイング・ウエスト / スイング・ウエスト・リサイタル (1959年11月、日本コロムビア AL-159)
- V.A. / コロムビア・ヒット・メロディー集 (1959年3月、日本コロムビア AL-137) *堀威夫とスイング・ウエスト。「ロカビリー剣法」
- 守屋浩 / 夜のため息 (1960年1月、日本コロムビア AL-193)
- 守屋浩 / 青春をうたう (1960年5月、日本コロムビア AL-209)
- 原田良一とスイング・ウエスト / キミとボクのヒット・パレード (1962年7月、東芝音楽工業 JPO-1211)

## ディスコグラフィー (GS期)

### シングル
- 流れ者のギター／待っててシンディー（1966年7月15日、日本ビクター SPV-74）
- 恋のジザベル／君が好きなんだ（1967年9月10日、テイチク US-545-J）
- スキーがからだにとっついた／こんこんこなゆきこんばんは（1967年11月10日、UPS-553-J）
- 君の唇を／さいはての涙（1968年1月10日、テイチク US-562-J）
- ストップ・ザ・ミュージック／心のときめき（1968年2月15日、テイチク US-568-J）
- 幻の乙女／雨のバラード（1968年5月10日、テイチク US-579-J）

B面曲だった『雨のバラード』は、発表時のメンバー・湯原昌幸が解散後の1971年4月にリメイクし、これが大ヒットとなった。
- 涙のひとしずく／渚の乙女（1968年10月25日、テイチク US-601-J）
- 悲しき天使／ビー・マイ・ベイビー（1969年1月15日、テイチク US-611-J）
- そよ風のバラード／愛の終り（1969年3月25日、テイチク US-613-J）

『そよ風のバラード』は、テリー・ジャックスの同名の曲とは無関係。
- レッツ・ダンス／愛の詩（1969年6月25日、テイチク US-624-J）
- 孤独／白銀のバラード（1969年9月25日、テイチク US-628-J）

### EP
- ジョンガラ・ビート (1967年、テイチク SUW-73-J) *じょんがら節～そうらん節～津軽よされ節～北海盆唄
- おてもやん・ア・ゴーゴー (1968年1月、テイチク SUW-76-J) *おてもやん～五ツ木の子守唄～鹿児島小原節～ひえつき節

### アルバム
- ジョンガラビート　エレキによる日本民謡集（1967年12月、テイチク UPS-1009-J）
- よされでゴーゴー（1968年1月10日、テイチク UPS-1017-J）
- ゴーゴー勧進帳（1968年2月、テイチク UPS-1024-J）
- ステッピン・ア・ゴーゴー（1968年5月、テイチク UPS-1053-J）

上記4作は全てインストゥルメンタル。
- 雨のバラード／ザ・スウィング・ウエスト・オン・ステージ（1969年3月、テイチク UPS-5205-J）

歌と演奏は全てメンバー自身によるものだが、一部の曲は効果音として歓声を加えてライブ風に仕上げている（純粋なライブの音源ではない）。

### アルバム (オムニバス)
- 狂熱のエレキ・ギター合戦 (1965年12月、ポリドール SLJM-1211) *スイング・ウエスト。「ロックン・ロール・ミュージック」「太陽の彼方に」